# Vošanovac
Vošanovac (en serbe cyrillique : Вошановац) est un village de Serbie situé dans la municipalité de Petrovac na Mlavi, district de Braničevo. Au recensement de 2011, il comptait 280 habitants.

## Démographie

### Évolution historique de la population
| 1948  | 1953  | 1961 | 1971 | 1981 | 1991 | 2002 | 2011 |
| ----- | ----- | ---- | ---- | ---- | ---- | ---- | ---- |
| 1 042 | 1 049 | 969  | 949  | 824  | 707  | 473  | 280  |

|  |